# Petr Kop
Petr Kop (Praga, 15 de fevereiro de 1937 − Praga, 27 de janeiro de 2017) foi um jogador de voleibol da República Tcheca que competiu pela Tchecoslováquia nos Jogos Olímpicos de 1964 e 1968.
Em 1964, ele fez parte da equipe que conquistou a medalha de prata no torneio olímpico, no qual participou de seis partidas. Quatro anos depois, ganhou a medalha de bronze com o time tchecoslovaco na competição olímpica de 1968, participando de sete jogos.